# Rosy Bindi

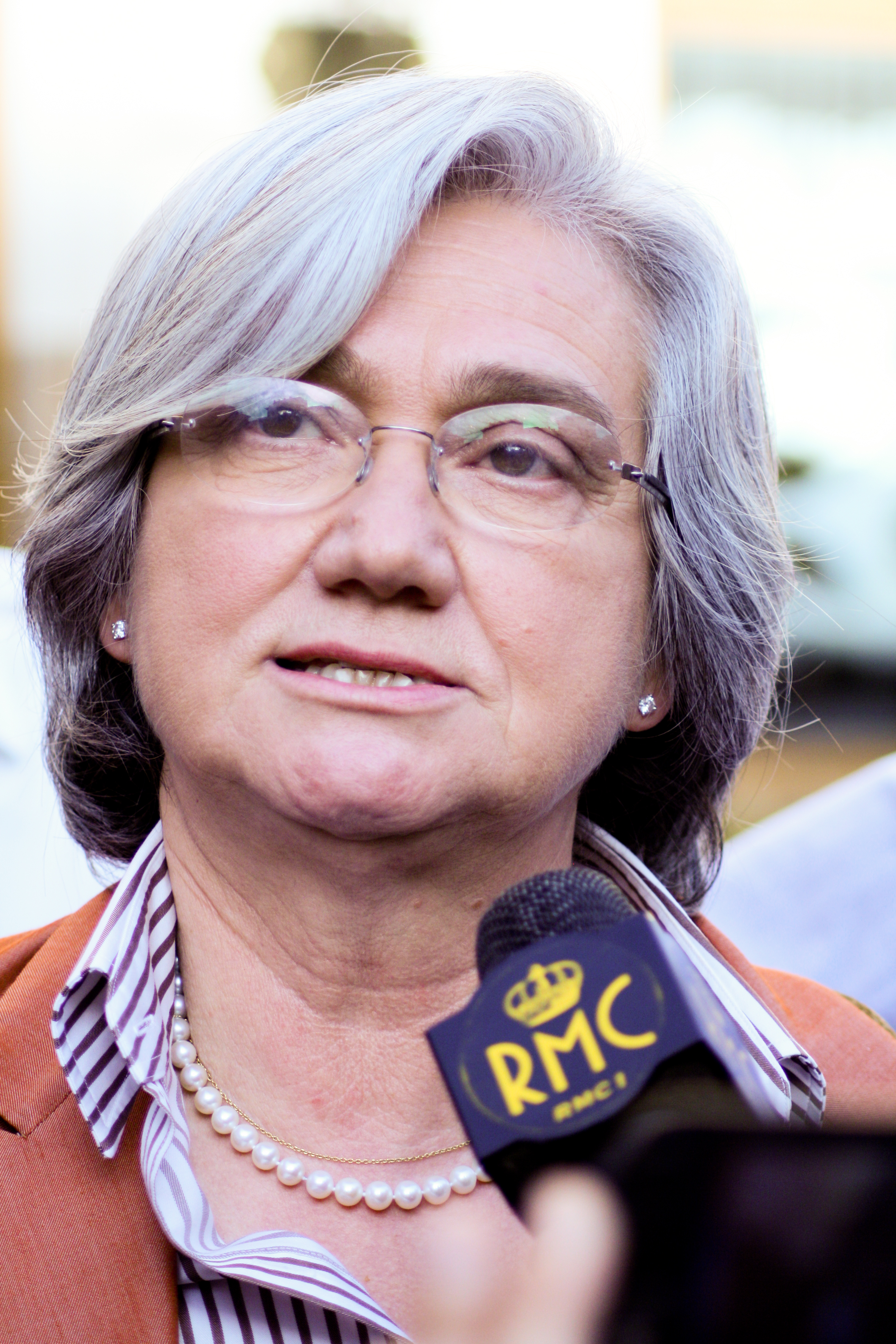
Rosy Bindi.

Rosy Bindi (Sinalunga, Toscana, 12 de febrero de 1951) es una política italiana, perteneciente al Partido Democrático.

## Biografía
Licenciada en Ciencias Políticas, fue investigadora de Derecho Administrativo en la facultad de Ciencias Políticas de la Universidad de Siena. Estaba próxima al jurista Vittorio Bachelet, en el momento de su asesinato por las Brigadas Rojas, el 12 de febrero de 1980. Fue vicepresidente de Azione Cattolica, de 1984 a 1989. En 1990 se afilió a la Democracia Cristiana. Tras la disolución de DC, Bindi se pasó al Partido Popular Italiano, siendo una de las líderes del Olivo, la amplia coalición de Centro-Izquierda, liderada por Romano Prodi. En 1996, tras la victoria electoral de su coalición, fue nombrada ministra de Sanidad, en el gobierno presidido por Massimo D'Alema. En las elecciones generales de 2001 fue elegida, por tercera vez, diputada por la circunscripción de Cortona, en las listas de Democracia es Libertad-La Margarita. Tras la victoria de L'Unione en las elecciones generales de 2006, se convirtió en ministra de Políticas Familiares. Bindi compitió por el liderazgo del Partido Demócrata en las elecciones internas del partido, obteniendo un 12,93% de los votos. Actualmente, continúa en el partido encabezando la facción Democratici-Davvero.